# 상면발효맥주

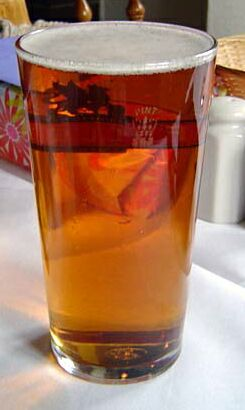
에일

상면발효맥주(上面醱酵麥酒, 영어: ale 에일[*])은 상면발효방식으로 생산되는 맥주다. 표면 발효로 양조되며, 보리 맥아를 사용하고 효모를 상온에서 단기간에 발효시켜, 복잡한 향과 깊은 맛, 과일 맛을 만들어 낸다. 영국, 아일랜드, 벨기에, 독일, 캐나다 동부 및 미국의 맥주에서 일반적이다.

## 역사
에일은 중세 세계에서 중요한 영양의 근원이었다. 중세 음식에서 포티지(죽), 빵과 함께 곡물로 만든 3가지 주된 근원의 하나였다. 학자들은 농업 노동자들의 칼로리 섭취량 중 약 80%를 차지하고 병사들의 경우 75%를 차지한다고 믿고 있다. 심지어는 귀족들의 경우에도 곡물 칼로리 중 약 65%를 차지하였다.
라거 비어(Lager Beer) 보다 맛이 더 쓰다. 에일 맥주는 상면 발효 효모에 의하여 실온에 가까운 온도에서 발효된 것이다. 하면발효 효모로 낮은 온도에서 발효시키는 라거(Lager)맥주와 함께 맥주의 양대 가지를 이룬다. 고대 맥주가 처음 만들어졌던 시절부터의 전통적인 양조방식 맥주이며, 현재는 영국에서 가장 많이 양조된다.

## 같이 보기
- 스타일 (맥주)